# Ingravescentem Aetatem
Ingravescentem Aetatem est un motu proprio rédigé par le pape Paul VI nommé d'après son incipit traduisible par Âge avancé. Il est daté du 21 novembre 1970. Ingravescentem Aetatem établit l'âge maximum pour l'exercice des fonctions de cardinal. Les dispositions sont entrées en vigueur le 1er janvier 1971.

## Directives
Le motu proprio établit que les cardinaux de la curie, lorsqu'ils atteignent leur soixante-quinzième anniversaire, présentent spontanément leur démission au Pape, ce dernier conservant la faculté de l’accepter immédiatement ou de prolonger leur charge. Toutefois la formule utilisée ( Les cardinaux... sont priés de présenter spontanément... la démission de leur charge ) ne rend cependant pas la présentation de la démission obligatoire, mais seulement facultative,.
Tous les cardinaux, lorsqu'ils atteignent l'âge de quatre-vingts ans, cessent d'être membres des dicastères de la Curie romaine et perdent le droit d'entrer au conclave pour élire le pape. Des règles particulières concernent le camerlingue et le grand pénitencier, avec la possibilité de nominations temporaires jusqu'à l'élection du nouveau pape, si, à la mort du pontife, ils ont déjà atteint l'âge de quatre-vingts ans.
Le doyen du Collège des cardinaux est toutefois soumis aux normes ordinaires et, en cas de dépassement de l'âge de quatre-vingts ans, ses fonctions au conclave sont assumées par le vice-doyen ou, s'il est également absent, par le cardinal-évêque le plus ancien.
Ces dispositions reprennent celles du motu proprio Ecclesiae Sanctae du 6 août 1966 du pape Paul VI lui-même, qui prévoit que tous les évêques et autres ordinaires assimilés doivent présenter leur démission avant d'atteindre l'âge de 75 ans ; le Saint-Siège se réserve le droit d'accepter leur démission.

## Impact
L'impact immédiat de l'entrée en vigueur des nouvelles règles le 1er janvier 1971 a été de supprimer les droits de vote de vingt-cinq cardinaux, dont onze Italiens, qui avaient quatre-vingt ans ce jour-là. Cela a modifié la composition des cardinaux électeurs, passant de cent-vingt-sept (dont trente-huit Italiens) à cent-deux (dont vingt-sept Italiens).
Le cardinal Alfredo Ottaviani, qui avait eu 80 ans juste un mois avant la publication des nouvelles règles, a déclaré que l'action du pape était « un acte commis dans le mépris d'une tradition vieille de plusieurs siècles » et qu'il « jetait par-dessus bord la majorité de ses conseillers compétents et talentueux ». Le cardinal Eugène Tisserant, âgé de 86 ans, a fait valoir que c’était la santé de chaque cardinal qui devait déterminer son aptitude, et il a suggéré que Paul VI, âgé de 73 ans, semblait lui-même fragile,. Bien que cela ait été perçu comme un moyen de réduire l’influence de certains des cardinaux les plus conservateurs, la nouvelle règle a également exclu Achille Liénart et Joseph Frings, deux des figures de proue de l’aile libérale de la hiérarchie de l’Église catholique lors du concile Vatican II. Le New York Times a rapporté que certains observateurs pensaient que le pape Paul laissait entendre qu’il démissionnerait lui-même à 75 ans. Le pape Paul avait en réalité rédigé une lettre le 2 mai 1965, anticipant l’éventualité de ne pas pouvoir exercer sa charge jusqu’à la mort. Il écrivait au doyen du Collège des cardinaux que « dans le cas d’une infirmité, jugée incurable ou de longue durée, qui nous empêcherait d’exercer de manière suffisante les fonctions de notre ministère apostolique ; ou dans le cas d’un autre empêchement grave et prolongé », il renonçait à sa charge « à la fois comme évêque de Rome et comme chef de la sainte Église catholique ».
Les premiers conclaves au cours desquels s’appliquèrent la règle du pape Paul furent ceux d’août et d’octobre 1978, où quinze cardinaux furent inéligibles à entrer en conclave en raison de leur âge. Lorsque le conclave suivant eut lieu en 2005, soixante-six cardinaux étaient trop âgés pour y participer. Le cardinal Edward Cassidy, l’un d'entre eux, se rendit au Vatican depuis l’Australie pour participer aux discussions pré-conclave, mais il défendit la règle comme un acte de charité, car elle permettait aux membres les plus âgés de s’abstenir. Il déclara que voir « des personnes portées dans les escaliers… pourrait amener certains à se questionner » sur l’aptitude des électeurs à assumer leur responsabilité.
Le pape Jean-Paul II, dans la constitution apostolique Universi Dominici gregis du 22 février 1996, a légèrement modifié la règle afin d’éviter que l’exclusion d’un cardinal ne dépende de la date de début du conclave, une date que les cardinaux peuvent modifier. Il a plutôt décidé d’exclure tout cardinal ayant atteint l’âge de 80 ans avant que le siège pontifical ne devienne vacant, que ce soit par la mort ou la démission du pape.